# Parrot
Parrot (паеррот или паррот; от на английски: parrot — папагал) — виртуална машина, използвана от интерпретируемите езици за ефективното изпълнение на байт-код. Наименованието произлиза от първоаприлската шега Архив на оригинала от 2010-07-18 в Wayback Machine. ((en)), с която е било обявено създаването на езика, обединяващ езиците Perl и Python.
Една от важните причини за разработката на новата виртуална машина е било различието между езиците със статически и динамични типове от данни. Съвременните виртуални машини като Java VM и .NET CLR са били разработтени за езици със статически типове данни, докато езиците за които Parrot е разработен за динамични. Parrot ще бъде основният интерпретатор за Perl, както и целева платформа за компилацията на програмния код на Perl 6. Освен Perl 6, в байткод могат да бъдат компилиран и файлове с изходен код на други програмни езици като:APL, BASIC, Befunge, Brainfuck, Cola, Forth, Jako, Lisp, m4, Miniperl, Ook!, Parakeet, OpenComal, PHP, Plot, Pheme, Punie, Python, Ruby, Scheme, Span, Tcl, URM и YAL, но голяма част от реализацията на тези езици за Parrot и се намира в експериментално състояние.